# 代爾普斯約赫山
47°30′03″N 11°29′45″E / 47.50071°N 11.49597°E

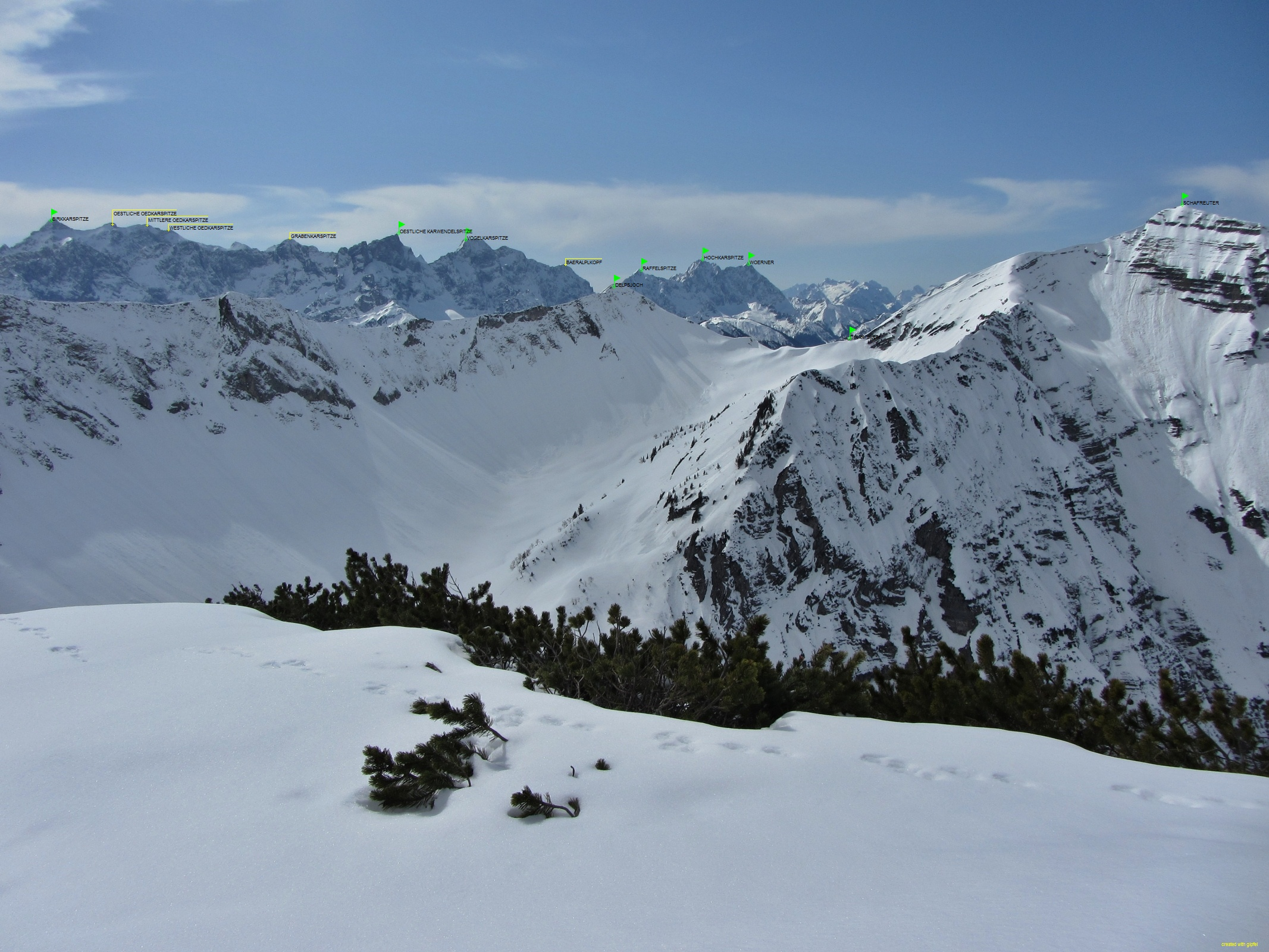

代爾普斯約赫山（德語：Delpsjoch），是奧地利的山峰，位於該國西部，由蒂羅爾州負責管轄，屬於福爾卡文德爾山的一部分，距離沙羅伊特山0.7公里，海拔高度1,945米，每年平均降雨量1,806毫米。